# Genesis XIX
Genesis XIX šesnaesti je studijski album njemačkog thrash metal sastava Sodom. Album je objavljen 27. studenoga 2020. godine, a objavila ga je diskografska kuća Steamhammer.
Prvi je album na kojem gitaru ponovno svira Frank Blackfire, koji je zadnji put svirao na albumu Agent Orange iz 1989. godine. Na albumu sviraju novi članovi, gitarist Yorck Segatz i bubnjar Toni Merkel.
Prvi je album koji Sodom snima kao kvartet, a ne trio.

## Popis pjesama
| 1.    | »Blind Superstition«   | 1:02 |
| 2.    | »Sodom & Gomorrah«     | 4:06 |
| 3.    | »Euthanasia«           | 3:54 |
| 4.    | »Genesis XIX«          | 7:09 |
| 5.    | »Nicht mehr mein Land« | 4:29 |
| 6.    | »Glock 'n' Roll«       | 5:02 |
| 7.    | »The Harpooneer«       | 7:10 |
| 8.    | »Dehumanized«          | 3:53 |
| 9.    | »Occult Perpetrator«   | 4:53 |
| 10.   | »Waldo & Pigpen«       | 6:25 |
| 11.   | »Indoctrination«       | 3:10 |
| 12.   | »Friendly Fire«        | 3:36 |
| 54:49 |                        |      |

## Zasluge
- Tom Angelripper – bas-gitara, glavni vokali, tekstovi
- Frank Blackfire – gitara
- Yorck Segatz – gitara
- Toni Merkel – bubnjevi, inženjer zvuka

Ostalo osoblje
- Patrick W. Engel – mastering
- Joe Petagno – omot albuma
- Siegfried "Siggi" Bemm	– snimanje vokala, miksanje
- Nikolas Fritz – dizajn
- Moritz "Mumpi" Künster – fotografija